# Політика «трьох ні» (В'єтнам)
Політика «трьох ні» - це частина сучасного зовнішньополітичного курсу В'єтнаму у військовій області, яка спрямована на збереження мирних стосунків із більш розвинутими та впливовими державами шляхом відмови від участі у будь-яких військових союзах і неприйняття розташування військових баз інших держав на своїй території.

## Передумови формування
У XXI столітті В'єтнам стикається з численними актуальними проблемами, такими як повільний економічний розвиток, нелегальна еміграція, сусідство з економічно потужним Китаєм і конфлікти в Південно-Китайському морі. В умовах цих викликів, керівництво країни вживає заходів для обмеження своєї активності на міжнародній арені, в надії зберегти нейтральні або дружні відносини з іншими державами та скеровувати внутрішні ресурси на вирішення наведених вище проблем. Керівництво В'єтнаму розглядає цю ситуацію в позитивному світлі, сподіваючись, що успішне подолання цих кризових викликів сприятиме покращенню міжнародного статусу країни.

## Основні положення політики «трьох ні»
В'єтнам вважає, що необхідно підвищувати обороноздатність країни та проводити модернізацію збройних сил лише на рівень, який потрібен для "захисту свободи та суверенітету Соціалістичної Республіки В'єтнам". Вони виражають негативне ставлення до гонки озброєнь. В'єтнамські політики також вказують на те, що "вирішення територіальних морських конфліктів мирними засобами на основі міжнародного права є головним принципом політики В'єтнаму". Військові домовленості повинні відбуватися в рамках принципів «трьох ні»:
- не вступати у військові союзи, не бути військовим союзником жодної країни
- не дозволяти іноземним державам розміщувати військові бази на території В'єтнаму
- не вступати в союзи з якоюсь країною проти третьої [5]

Згідно з Дипломатичною Доктриною 2016 року, В'єтнам акцентує на тому, що необхідно уникати загрози нових військових конфліктів та розв'язувати їх виключно мирними методами, через переговори та відкритий діалог з усіма зацікавленими сторонами. В'єтнам віддає перевагу розвитку військового співробітництва з іншими країнами у таких сферах, як обмін фахівцями, обмін інформацією та досвідом, а також спільна підготовка та навчання військового персоналу.

## Політика «трьох ні» у відносинах із Росією
У жовтні 2016 року Міністерство оборони Російської Федерації заявило про своє бажання поверненутися до військової бази в Камрані, де з 1979 року розташовувалася найбільша військово-морська база Радянського Союзу (площею понад 100 квадратних кілометрів). Ця база була залишена російськими військовими в 2001 році за указом президента Володимира Путіна. 12 жовтня 2016 року офіційний представник Міністерства закордонних справ В'єтнаму, Ле Хай Бінь, заявив, що В'єтнам, вірно дотримуючись політики «трьох ні», не надасть згоди на розміщення іноземних військових баз на своїй території. Наразі в Камрані існує російсько-в'єтнамська база, яка використовується для обслуговування та ремонту підводних човнів, а також аеродром, який використовується для обслуговування російських літаків Іл-78, необхідних для повітряного дозаправки більш важких літаків.